# 家庭照顧假
家庭照顧假指的是日本、加拿大、台灣等國家，規定員工可以因家庭成員需照顧，而向雇主請假。
中華民國性別工作平等法，規定員工可以因家庭成員需照顧，而向雇主請假。家庭照顧假併入事假計算，一年最多可請7天。